# Richard Maibaum
Richard Maibaum (26 de mayo de 1909 – 4 de enero de 1991) fue un productor de cine, dramaturgo y guionista estadounidense, conocido sobre todo por sus adaptaciones de las novelas de Ian Fleming de James Bond.
Entre sus obras se encuentra la primera obra contra el linchamiento en Broadway, El árbol (The Tree) (1932); la primera obra de teatro antinazi en Broadway, Birthright (1933); Bigger Than Life, la primera película que trató el problema del abuso de medicamentos, escrita en 1955, estrenada en 1956; Ransom!, la primera película que abordó las decisiones éticas y morales en casos de secuestro; la primera película que presentó al público estadounidense la importancia de entrenar aviadores para la defensa de los Estados Unidos en una guerra que muchos reconocían que se avecinaba, I Wanted Wings (Spring, 1941); y Diamonds Are Forever, iniciada en 1970, la primera película que hablaba del uso de armas láser montadas en satélites para la guerra global.
Sus documentos residen ahora en su alma mater, la Universidad de Iowa.

## Primeros años y educación
Maibaum nació dentro de una familia judía-estadounidense en Nueva York.
Asistió a la Universidad de Nueva York. En 1930 ingresó en el Departamento de Oratoria y Arte Dramático de la Universidad de Iowa, donde estudió con E.C. Mabie. Se graduó Phi Beta Kappa en 1931, y en 1932 obtuvo un máster, mientras escribía obras y actuaba.

## Carrera

### Broadway
Tenía 22 años y todavía estaba en la Universidad de Iowa cuando su obra de teatro contra el linchamiento, The Tree, se convirtió en 1932 en una producción de Broadway bajo la dirección del joven Robert Rossen, más tarde conocido por Cuerpo y alma (1947) y una vida destruida por la lista negra de Hollywood.
De vuelta a Nueva York tras su graduación, Maibaum pasó 1933 como actor en el Shakespearean Repertory Theater de Broadway. Apareció en quince papeles diferentes en muchas producciones.
Como joven dramaturgo a principios de la década de 1930 en Nueva York, Maibaum se vio envuelto en la desafiante política de la Depresión.  En 1933, el año en que Hitler ascendió a sus poderes dictatoriales en Alemania, Maibaum atacó el nazismo en su obra Birthright, también dirigida por Rossen. Fue la primera de varias obras antinazis que aparecieron ese año.
Maibaum escribió a continuación El dulce misterio de la vida (1935), una comedia teatral que acabó convirtiéndose en la película Gold Diggers of 1937 (1936). Su rápido ascenso como dramaturgo pronto le valió un contrato como guionista para la Metro-Goldwyn-Mayer, entonces el estudio más poderoso y prestigioso de Hollywood.
Mientras se trasladaba a Los Ángeles y bajo contrato con MGM, escribió otra obra, See My Lawyer, que fue producida en Nueva York por George Abbott y protagonizada por Milton Berle. Fue la obra de mayor éxito de Maibaum, con 224 episodios entre 1939 y 1940.

### MGM
El primer crédito de Maibaum fue La corbata de la vieja escuela (1936) en MGM. Escribió They Gave Him a Gun (1937) en la que trabajó con Cyril Hume. Trabajaron en Live, Love and Learn] (1937) y The Bad Man of Brimstone] (1937) y Stablemates (1938) para Wallace Beery.

### Columbia
En Columbia, Maibaum escribió The Lady and the Mob (1938), Coast Guard (1939), The Amazing Mr. Williams (1939).
De regreso en MGM Maibaum escribió The Ghost Comes Home (1940) y 20 Mule Team (1940) para Beery. Fue uno de los muchos guionistas de Alfred Hitchcock en Foreign Correspondent de Alfred Hitchcock. (1940).
Maibaum pasó a Paramount, donde trabajó en la exitosa Vuelo de águilas (1941). Hizo algunos trabajos no acreditados en Si no amaneciera (1941).
En 20th Century Fox escribió Diez héroes de West Point (1942).

### Segunda Guerra Mundial
Maibaum se alistó en el ejército estadounidense en 1942 y, como muchos otros guionistas y directores de Hollywood, fue nombrado capitán del Cuerpo de Señales. Durante sus cuatro años y medio en el ejército, produjo películas de moral de guerra, reunió y difundió material de combate (presumiblemente mientras estaba destinado en el extranjero) y supervisó una historia documental de la Segunda Guerra Mundial, cuyo título, duración, paradero y, de hecho, propósito, se desconocen actualmente.  Llegó a alcanzar el rango de teniente coronel.
Colaboró en la historia de la película de Olsen-Johnson See My Lawyer (1945).

### Paramount
Con esta experiencia a sus espaldas, Maibaum regresó a Hollywood para conseguir un contrato en Paramount como productor y guionista.
Escribió y produjo su primera película, O.S.S. (1946), protagonizada por Alan Ladd en una historia ficticia de la recién creada Oficina de Servicios Estratégicos, precursora de la CIA.  Este fue el comienzo de su fructífera asociación con Alan Ladd.
Maibaum fue productor de The Big Clock, dirigida por John Farrow (1948). Maibaum también produjo The Sainted Sisters (1948) con Veronica Lake, y La máscara de los Borgia (1949) para el director Mitchell Leisen.
Maibaum también escribió y produjo El gran Gatsby (1949) también con Alan Ladd y coescrita con Cyril Hume, educado en Yale. John Farrow, director original del proyecto, renunció tras una disputa de reparto con Maibaum y fue sustituido por Elliott Nugent.
Maibaum escribió y produjo Song of Surrender (1949) para Leisen. También produjo Dear Wife (1949), then did two more with Leisen: No Man of Her Own (1950) and Captain Carey, U.S.A. (1950) también con Ladd.

### Warwick Films
En la década de 1950, los productores estadounidenses Irving Allen y Albert R. Broccoli rodaban películas de acción en el Reino Unido bajo su marca Warwick Films. Cuando Broccoli firmó con Ladd un contrato de tres películas para Warwick, Ladd insistió en que Maibaum coescribiera los guiones.
Para ello, Maibaum trasladó a su familia a Inglaterra. La primera película de Warwick, The Red Beret (1953) fue un éxito. Fue seguida por Hell Below Zero (1954).
También comenzó a escribir para el nuevo medio de la televisión, incluyendo guiones cortos para The Kate Smith Evening Hour, y la aclamada por la crítica Emmy "Fearful Decision" protagonizada por Ralph Bellamy y Sam Levene que también coescribió con Cyril Hume para The United States Steel Hour.
Maibaum regresó a la Universidad de Iowa en 1954 durante un semestre para enseñar y supervisar el proyecto "Footsteps of Freedom", un curso de escritura de guiones televisivos. Para Warwick, trabajó en la historia bélica The Cockleshell Heroes (1955) protagonizada por Jose Ferrer.
Maibaum regresó a Hollywood en 1955. Él y Hume adaptaron "Decisión temerosa" en formato película como Ransom! (1956) protagonizada por Glenn Ford.
Maibaum coescribió "Bigger Than Life," (1956) con Hume junto con su estrella y productor, el actor británico James Mason.
Maibaum escribió otra película para Warwick, Zarak (1956), dirigida por Terence Young y protagonizada por Victor Mature. Maibaum y Young colaboraron en el guion de la película de Warwick No Time to Die (1958) con Mature e hizo algunos trabajos no acreditados en otras películas de Warwick; The Man Inside (1959). Maibaum escribió algunos episodios de la serie Wagon Train (1958) y proporcionó la historia para The Bandit of Zhobe (1959) y Los asesinos del Kilimanjaro (1959).

### MGM TV
Maibaum se convirtió en productor ejecutivo de M.G.M.-TV en 1958, para la que escribió y produjo la serie de televisión El hombre delgado (1957-59). También produjo un piloto para la serie de televisión Maisie (1960), basada en la serie de películas, y trabajó en el guion de El día que atracaron el Banco de Inglaterra (1960). Sus fuertes vínculos con el Gremio de Escritores y la profesión de escritor le llevaron a dimitir en 1960 durante una huelga de guionistas.
Maibaum escribió y produjo una película bélica para 20th Century Fox protagonizada por Audie Murphy, Batalla en Bloody Beach (1961). Albert Broccoli le invitó a escribir la primera película de James Bond. Y así quedó sellado su futuro profesional.

### James Bond
Maibaum fue contratado para escribir la primera película de Bond, Dr. No (1962), compartiendo créditos de guionista junto a Johanna Harwood y Berkely Mather. Maibaum escribió el episodio "The Medal" para la serie Combat! (1963), luego escribió el guion de From Russia with Love (1963), compartiendo el crédito con Harwood.
Maibaum también trabajó en el guion de Goldfinger (1964), en el cual también trabajó Paul Dehn. Maibaum fue uno de los varios escritores para Operación Trueno (1965).
Sólo se vive dos veces (1967) fue la primera película de Bond en la que no se acreditó a Maibaum como guionista, ya que los productores recurrieron a Roald Dahl. Albert Broccoli quería producir una película que no fuera de Bond, Chitty Chitty Bang Bang (1968), y Maibaum trabajó en el guion.
Maibaum recibió el único crédito de guion por On Her Majesty's Secret Service (1969), protagonizada por George Lazenby.  Hizo un primer borrador de Diamonds Are Forever (1971), entonces los productores querían un guionista americano y contrataron a Tom Mankiewicz para rehacerla.
Mankiewicz fue el único guionista de Vive y deja morir (1973), la primera película Bond de Roger Moore. En su lugar, Maibaum escribió y produjo una película para televisión, Jarrett (1973), protagonizada por Glenn Ford.
Maibaum volvió a las películas de Bond para trabajar en el borrador de Mankiewicz de la película The Man with the Golden Gun (1974). Maibaum también fue uno de los varios guionistas que trabajó en La espía que me amó (1977), compartiendo créditos con Christopher Wood. Maibaum no fue contratado para escribir el guion de Moonraker (1979), ya que los productores prefirieron a Wood. En su lugar, Maibaum trabajó en una parodia de Bond, S.H.E: Security Hazards Expert (1980).

### Michael Wilson
Maibaum volvió a trabajar en los Bonds en asociación con Michael G. Wilson, hijastro de Broccoli. Su primera película juntos fue For your eyes only (1981). Le siguieron Octopussy] (1983), en la que George MacDonald Fraser también hizo un borrador; A View to a Kill] (1985), última película de Moore como Bond; The Living Daylights (1987), primer película de Timothy Dalton en la saga, a quien Maibaum consideraba el mejor actor de los cuatro Bond; y Licence to Kill (1989).
Maibaum dijo una vez a un entrevistador que escribir para Bond es "un caso de Walter Mitty. Soy respetuoso con la ley y no violento. Mi gran placer proviene de sentir que soy un profesional, que conozco mi trabajo y que tengo suficiente experiencia como para escribir un guión sólido."
Sobre la escritura de los Bonos, Maibaum dijo: "El verdadero truco consiste en encontrar la travesura del villano. Una vez que lo consigues, te lanzas a la carrera y el resto es diversión". A Maibaum se le atribuye haber añadido el ingrediente esencial del humor a las películas de James Bond, un elemento del que carecían las novelas originales de Fleming.

## Fallecimiento
Maibaum siguió trabajando en películas de Bond hasta el final de su vida. Murió el 4 de enero de 1991, a la edad de 81 años, sobreviviéndole su esposa, Sylvia (fallecida en 2006), dos hijos, Matthew y Paul, y una nieta, Shanna Claire.

## Filmografía parcial como escritor
- Birthright (1933)
- We Went to College (1936)
- Gold Diggers of 1937 (1937) -- story
- The Bad Man of Brimstone (1937)
- Live, Love and Learn (1937)
- They Gave Him a Gun (1937)
- Stablemates (1938)
- The Lady and the Mob (1939)
- Coast Guard (1939)
- The Amazing Mr. Williams (1939)
- 20 Mule Team (1940)
- The Ghost Comes Home (1940)
- I Wanted Wings (1941)
- Ten Gentlemen from West Point (1942)
- See My Lawyer (1945)
- O.S.S. (1946)
- The Great Gatsby (1949)
- The Red Beret (1953)
- Hell Below Zero (1954)
- The Cockleshell Heroes (1955)
- Bigger Than Life (1956)
- Zarak (1956)
- Ransom! (1956)
- No Time to Die (1957)
- Tank Force (1958)
- The Day They Robbed the Bank of England (1960) -- additional dialogue
- Killers of Kilimanjaro (1960)
- Chitty Chitty Bang Bang (1968) — additional dialogue
- S*H*E (1980)
- Ransom (1996) — story

### Películas deJames Bond
- Dr. No (1962)
- Desde Rusia con amor (1963)
- Goldfinger (1964)
- Operación Trueno (1965)
- On Her Majesty's Secret Service (1969)
- Diamonds Are Forever (1971)
- The Man with the Golden Gun (1974)
- La espía que me amó (1977)
- For Your Eyes Only (1981)
- Octopussy (1983)
- A View to a Kill (1985)
- The Living Daylights (1987)
- Licence to Kill (1989)

## Filmografía seleccionada como productor
- O.S.S. (1946)
- The Big Clock (1948)
- The Sainted Sisters (1948)
- Bride of Vengeance (1949)
- The Great Gatsby (1949)
- Song of Surrender (1949)
- Dear Wife (1949)
- No Man of Her Own (1950)
- Captain Carey, U.S.A. (1950)
- Battle at Bloody Beach (1961)

## Obras de teatro
- The Tree (1932)
- Birthright (1933)
- Sweet Mystery of Life (1935)
- See My Lawyer (1939)
- Middletown Mural
- A Moral Entertainment
- Tirade
- The Paradise Question